# Пакт (коммуна)
Пакт (фр. Pact) — коммуна во Франции, находится в регионе Рона — Альпы. Департамент коммуны — Изер. Входит в состав кантона Борепер. Округ коммуны — Вьенн.
Код INSEE коммуны — 38290. Население коммуны на 2006 год составляло 763 человека. Населённый пункт находится на высоте от 238 до 309 метров над уровнем моря. Муниципалитет расположен на расстоянии около 440 км юго-восточнее Парижа, 50 км южнее Лиона, 65 км западнее Гренобля. Мэр коммуны — Claude Nicaise, мандат действует на протяжении 2001—2008 гг.
Динамика населения (INSEE):